# Sturmius
Sturmius (ook Sturmio, in niet-gelatiniseerde vorm Sturmi, Sturmis, soms Styrmi, Styrme en in oudere secundaire literatuur ook wel Storm genoemd) (Beieren, na 700 - Fulda, ca 17 december 779) was missionaris, stichter en eerste abt van de abdij van Fulda.
Hij werd geboren in een West-Beierse adellijke familie in het Sempt-Isen-gebied in de buurt van Freising.
Sturmius wordt beschouwd als een van de 8e-eeuwse missionarissen onder de Saksen en Friezen. Hij was een leerling van de heilige Bonifatius. Sturmius wordt ervoor verantwoordelijk gehouden, dat het gebeente van Bonifatius na diens overlijden in de abdijkerk van Fulda werd bijgezet en niet bijv. in Utrecht of Mainz.
Hij zou enkele jaren voor zijn dood te Hamelen het sticht van de Munsterkerk in het leven hebben geroepen. Sturmius kreeg een eigen missiegebied toegewezen, waarin o.a. het huidige Minden ligt.
Sturmius stierf, kort nadat hij Karel de Grote tijdens een veldtocht door het land der Saksen had begeleid, en daar ziek was geworden.
In 1139 werd hij door paus Innocentius II heilig verklaard.
Zijn gebeente rust, evenals dat van Bonifatius, in de Dom van Fulda.

## Voetnoten
1. ↑  P. Engelbert: Die Vita Sturmi. blz. 73, voetnoot 11
2. ↑  P. Engelbert: Die Vita Sturmi. blz. 6. vergelijk Wilhelm Störmer: Eine Adelsgruppe um die Fuldaer Äbte Sturmi und Eigil und den Holzkirchener Klostergründer Troand. in: Eine Adelsgruppe um die Fuldaer Äbte Sturmi und Eigil und den Holzkirchener Klostergründer Troand. München 1969, blz. 1-34.